# NGC 1199

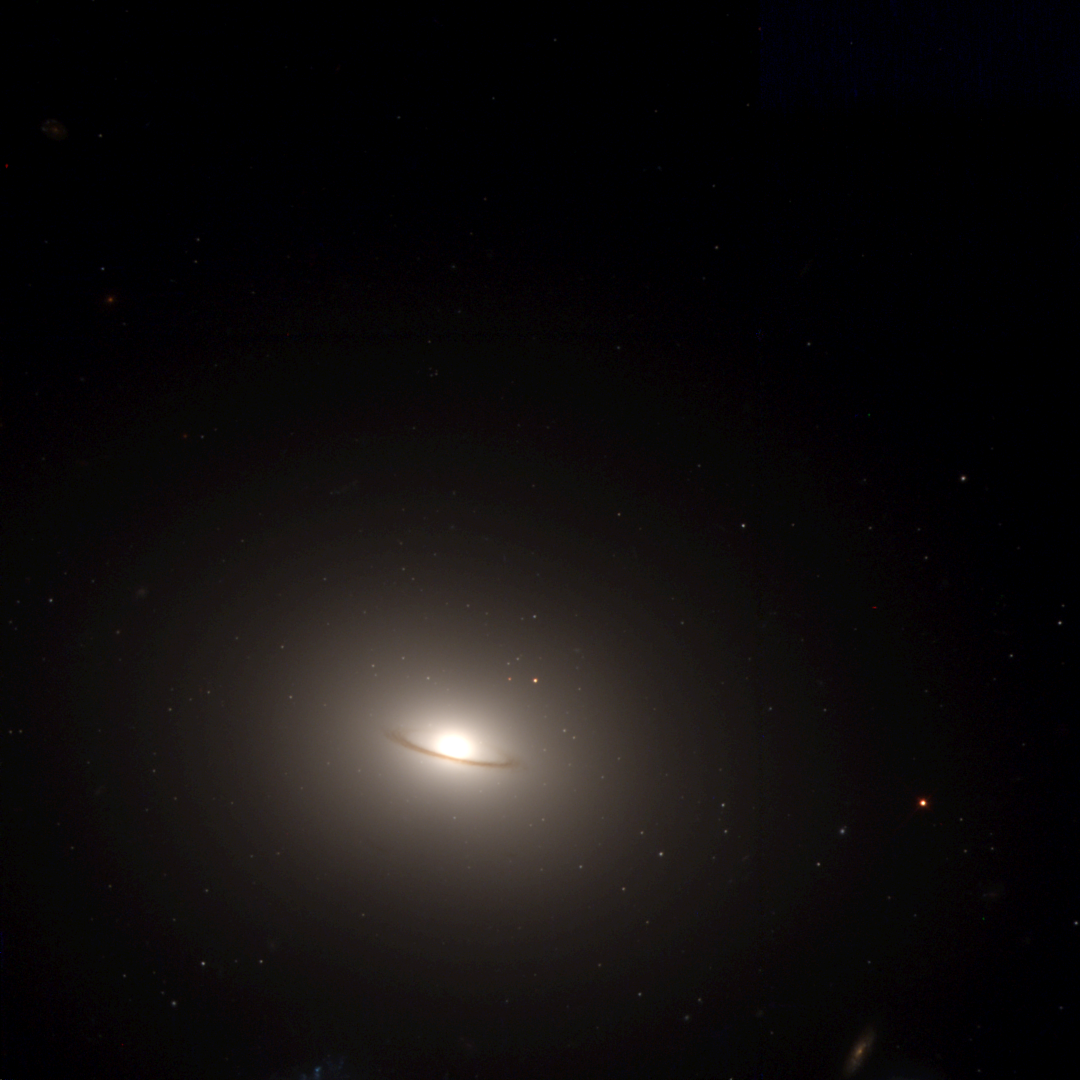
NGC 1199 par le télescope spatial Hubble.

NGC 1199 est une galaxie elliptique située dans la constellation de l'Éridan. NGC 1199 a été découverte par l'astronome germano-britannique William Herschel en 1785.

## Caractéristiques

### Distance
Sa vitesse par rapport au fond diffus cosmologique est de 2 394 ± 13 km/s, ce qui correspond à une distance de Hubble de 35,3 ± 2,5 Mpc (∼115 millions d'al).
À ce jour, 19 mesures non basées sur le décalage vers le rouge (redshift) donnent une distance de 34,311 ± 9,566 Mpc (∼112 millions d'al), ce qui est à l'intérieur des valeurs de la distance de Hubble.

### Morphologie
NGC 1199 a été utilisée par Gérard de Vaucouleurs comme une galaxie de type morphologique E3 dans son atlas des galaxies,.

## Groupe compact de Hickson 22
Les galaxies NGC 1189 NGC 1190, NGC 1191, NGC 1192 et NGC 1199 forment le Groupe compact de Hickson HCG 22.

## Groupe de NGC 1199

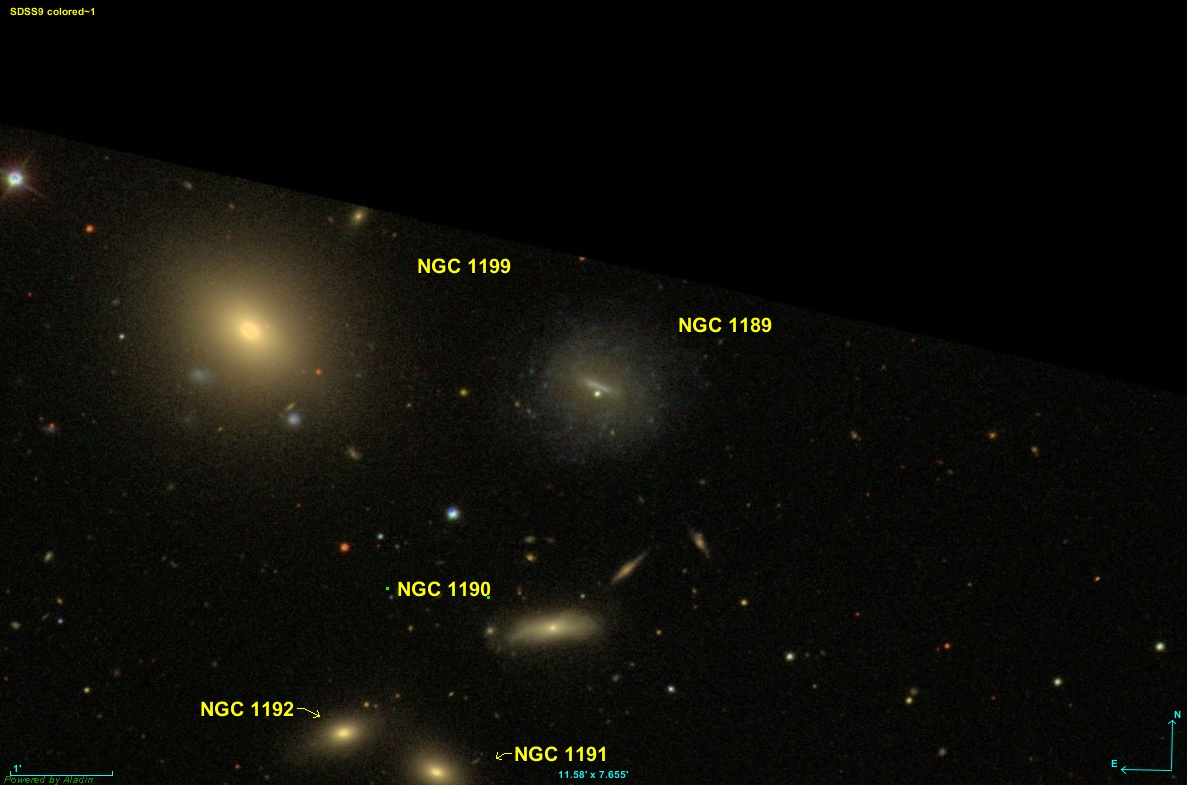
Les galaxies du Groupe de NGC 1199

NGC 1199 est aussi la galaxie la plus brillante d'un groupe de galaxies d'au moins 6 membres qui porte son nom. Les cinq autres galaxies du groupe de NGC 1199 sont IC 276, NGC 1114, NGC 1189, NGC 1209 et MCG -3-8-45.